# Girolamo Nanni
Girolamo Nanni (* Ende des 16. Jahrhunderts in Rom; † nach 1642 ebenda) war ein italienischer Maler in Rom.

## Leben und Ausbildung
Nannis langsame und sorgfältige Arbeitsweise trug ihm den Spitznamen poco e buono ein, weil er auf die Versuche seiner Freunde ihn zu größerem Fleiß bei seinen Arbeiten für Papst Sixtus V. zu bewegen, immer nur mit italienisch Faccio poco e buono ‚Ich schaffe klein aber fein‘ geantwortet haben soll. 1606 wurde er Mitglied der Accademia di San Luca und 1622 der Päpstliche Akademie der schönen Künste und der Literatur. Der Verlust des Augenlichtes zwang ihn die Malkunst aufzugeben. Er starb nach 1642 vermutlich in Rom.

## Werke
- Cappella della Pietà in der Santa Croce in Gerusalemme (Rom) gemeinsam mit Francesco Nappi
- Mitarbeit an der Ausmalung des Bibliothekssaales in der Vatikanischen Bibliothek
- Deckenfresken in der Santa Caterina dei Funari (Rom)
- Fresken in der Cappella di Santa Chiara da Montefalco Sant’Agostino in Campo Marzio Szenen aus dem Leben der Heiligen Clara.[2]

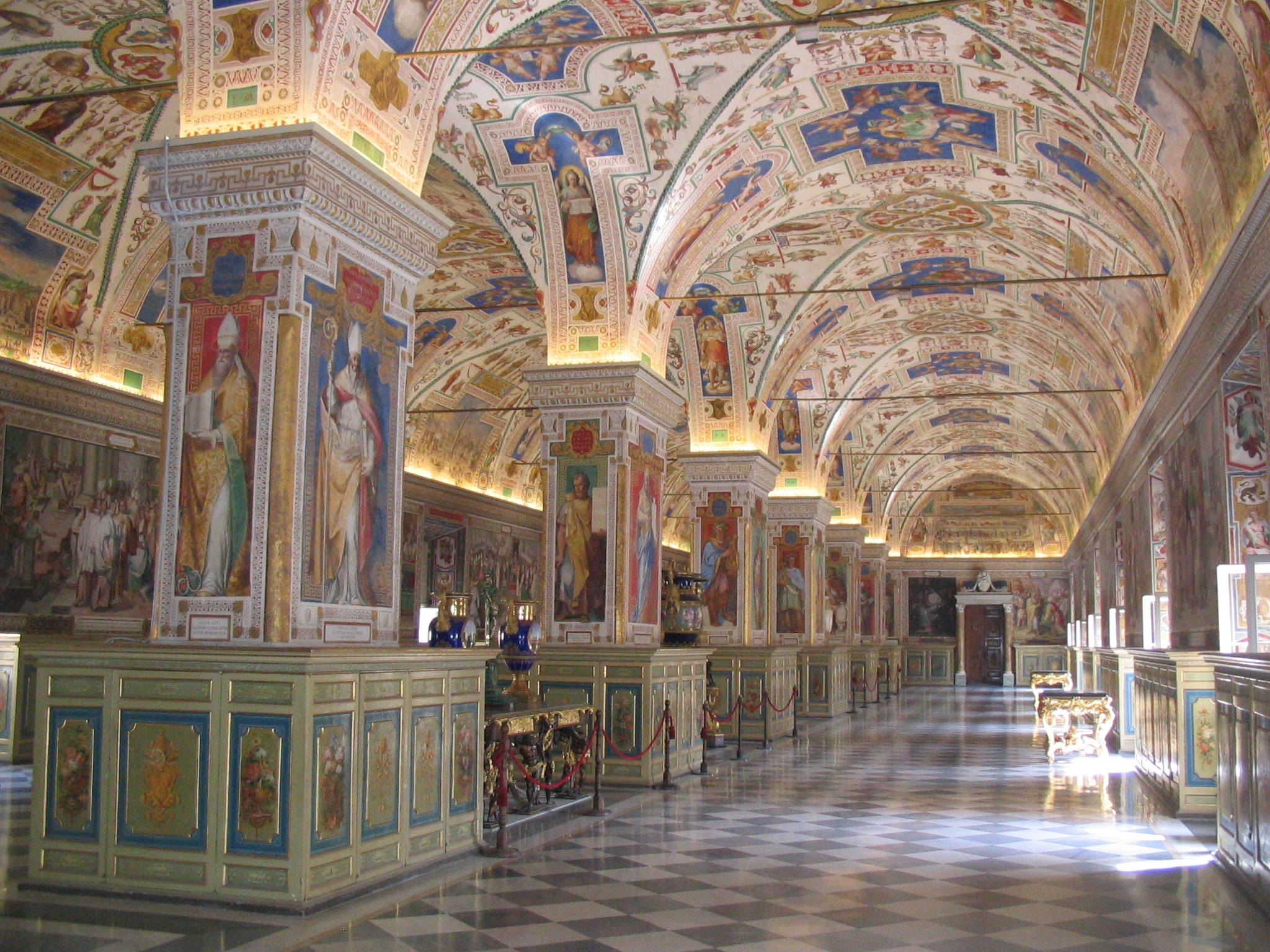
Vatikanische Bibliothek
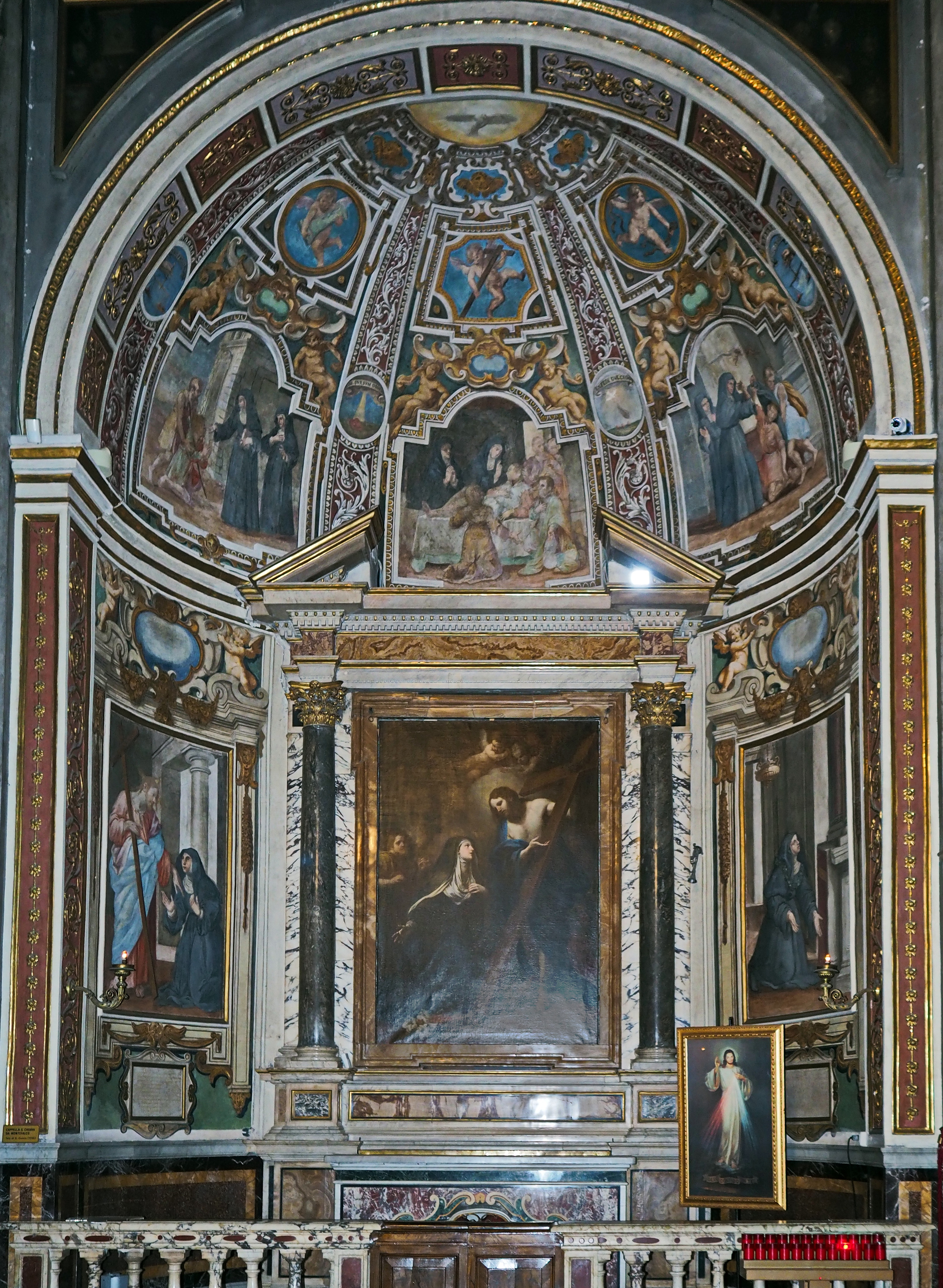
Cappella Sta Clara di Montefalco